# Conchoecilla

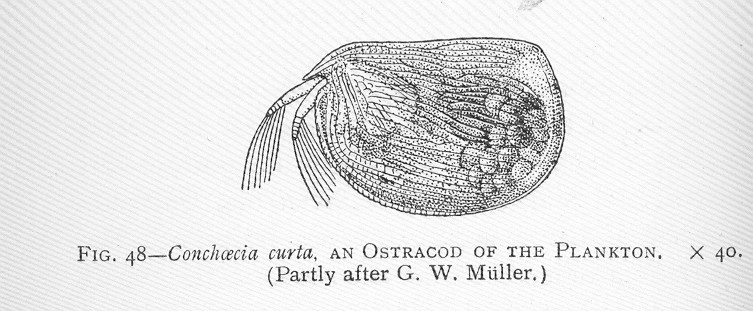
Illustration av curta

Conchoecilla är ett släkte av kräftdjur. Conchoecilla ingår i familjen Halocyprididae.
Kladogram enligt Catalogue of Life:
| Conchoecilla | \| \| Conchoecilla chuni \| \| \| \| \| \| Conchoecilla daphnoides \| \| \| \| \| \| Conchoecilla elongata \| \| \| \| |
|              | \| \| Conchoecilla chuni \| \| \| \| \| \| Conchoecilla daphnoides \| \| \| \| \| \| Conchoecilla elongata \| \| \| \| |
|              | Conchoecilla chuni |
|              | |
|              | Conchoecilla daphnoides                                                                                                |
|              | |
|              | Conchoecilla elongata                                                                                                  |
|              | |